# Port hopping
 (août 2011).
Si vous disposez d'ouvrages ou d'articles de référence ou si vous connaissez des sites web de qualité traitant du thème abordé ici, merci de compléter l'article en donnant les références utiles à sa vérifiabilité et en les liant à la section « Notes et références ».
Le port hopping est une technique dans le domaine des réseaux qui est généralement destinée à améliorer ou contourner la sécurité. Elle est surtout formalisée en informatique, ou l'on pourrait dire qu'il s'agit d'un Design-Pattern de la sécurité. Elle consiste à changer régulièrement de port pour brouiller les pistes.

## Domaine d'utilisation
- En sécurité informatique du réseau, cela améliore la discrétion des communications. Les hackers l'utilise pour éviter d'être repérés par un trafic trop suspect, le trafic étant ainsi disséminé. Certains logiciels de communication l'utilisent pour éviter de transmettre trop de données sensible sur le même flux, ainsi, cela fragmente les morceaux compliquant son décryptage. On note aussi d'autres techniques dans le même principe plus complexe à mettre en place mais aussi plus efficace comme le changement de route, d'IP.
- En radio, cela peut aussi éviter de perdre le signal lors des déplacements entre deux antennes. C'est aussi très utilisé sur les radars militaires car plus encore qu'en informatique cela complique beaucoup l'analyse du signal mais aussi son émission/réception (et donc augmente le prix).

## Méthode ressemblant
Il ne faut pas confondre avec la redirection de ports où le changement de port se fait dans "l'espace" et non dans le temps.
Elle est elle utilisée en informatique notamment par les fournisseurs d'accès à Internet pour utiliser une même adresse IP pour plusieurs clients (à cause de la saturation d'IP). C'est aussi utilisé pour contourner des restrictions dues au pare-feu .
C'est utilisé en radio FM pour éviter les interférences entre deux régions limitrophes.

## Principe
Il s'agit de changer en fonction du temps le port d'écoute ou d’émission d'une communication réseau.

## Outils utilisant cette technique
Pour contourner les pare-feux, routeurs et : 
- AOL (America Online)
- KaZaA
- Certains outils de P2P : ils essayent de se connecter sur un port et si cela échoue essayent sur un autre et ainsi de suite.